# Zielona granica (film)
Zielona granica – dramat filmowy z 2023 roku w reżyserii Agnieszki Holland na podstawie scenariusza napisanego z Gabrielą Łazarkiewicz-Sieszko i Maciejem Pisukiem, nakręcony w polsko-francusko-czesko-belgijskiej koprodukcji. Film został zainspirowany kryzysem migracyjnym na polsko-białoruskiej granicy. W głównych rolach wystąpili Jalal Altawil, Maja Ostaszewska, Tomasz Włosok oraz Behi Djanati Ataï. Akcja filmu toczy się w latach 2021–2022 i składa się z kilku wątków: perspektywy uchodźców koczujących na granicy polsko-białoruskiej, działalności polskich aktywistów, którzy próbują pomóc imigrantom, oraz działań funkcjonariuszy Straży Granicznej.
Film miał swoją światową premierę 5 września 2023 w konkursie głównym na 80. Międzynarodowym Festiwalu Filmowym w Wenecji. Za granicą Polski Zielona granica otrzymała przeważnie pozytywne recenzje, w których chwalono naturalistyczną grę aktorską, reżyserię oraz scenariusz. Po premierze w Polsce film został pozytywnie przyjęty przez liberalnych i lewicowych krytyków, którzy podkreślali zniuansowane przesłanie dzieła Holland, Łazarkiewicz-Sieczko i Pisuka. Prawicowi recenzenci byli innego zdania, krytykując film jako przejaw „rosyjskiej propagandy” skierowanej przeciwko ówcześnie rządzącej partii Prawo i Sprawiedliwość. 
Zielona granica z powodu wywołanych kontrowersji nie została dopuszczona do konkursu głównego 48. Festiwalu Polskich Filmów Fabularnych (FPFF). Została mimo to uhonorowana m.in. Nagrodą Specjalną Jury na MFF w Wenecji, trzykrotnie nominowana do Europejskiej Nagrody Filmowej (za najlepszy europejski film, reżyserię i scenariusz); zdobyła także kilka nagród publiczności na innych festiwalach. W Polsce nagrodzono ją m.in. Orłem za najlepszy film polski oraz Złotym Gronem na Lubuskim Lecie Filmowym. Pojawiwszy się ostatecznie na 49. edycji FPFF, Zielona granica zdobyła festiwalowe Grand Prix Złote Lwy, wraz z nagrodą za dźwięk oraz Nagrodą Publiczności. 

## Fabuła
Film opowiada o sytuacji uchodźczej na polsko-białoruskiej granicy. W kolejnych czterech częściach, noszących odrębne tytuły, przedstawia trzy perspektywy: uchodźców, Straży Granicznej i polskich aktywistów.
1. Europa. Październik 2021. Samolotem tureckich linii lotniczych do Białorusi przylatuje grupa syryjskich uchodźców. Należy do niej Abu Bashir, który wraz z rodziną (ojcem, żoną Aminą, synem Nurem, córką Ghalią oraz niemowlęciem) ląduje w Mińsku z nadzieją, że autokar przewiezie ich przez granicę polsko-białoruską, a następnie do Szwecji, gdzie znajduje się już jego brat Wesam. Droga wiedzie przez przejście graniczne, gdzie towarzyszy im Afganka Leila, władająca językiem angielskim. Jednak na białoruskim przejściu granicznym, gdy rozlegają się strzały, przewoźnik zostawia ich na pastwę losu, a białoruska straż graniczna wyrzuca ich do lasu po stronie Polski. Podczas tułaczki po Puszczy Białowieskiej zmagają się z deszczem, głodem i pragnieniem, wędrują po błocie. Leila dociera na pole, gdzie prosi miejscowego rolnika o żywność i wodę. Ten jednak zawiadamia straż graniczną, która wyłapuje uchodźców. Strażnicy chwilowo uspokajają imigrantów, dają im papierosy, ale po nadejściu posiłków odsyłają ich z powrotem pod granicę polsko-białoruską i siłą przenoszą na stronę  Białorusi. Po stronie białoruskiej uchodźcy nie są traktowani lepiej; ojciec Bashira zostaje spałowany przez białoruską straż graniczną, a jego rodzina wraz z kolejnymi imigrantami – brutalnie przepędzona przez zasieki w stronę polskiej granicy.
2. Strażnik. W związku z kryzysem migracyjnym trwa szkolenie placówki Podlaskich Służb Granicznych, gdzie dowódca ostrzega strażników o zagrożeniu ze strony uchodźców, których uznaje za „broń Putina i Łukaszenki” oraz „żywe pociski”. Jeden z uczestników szkolenia, Janek, otrzymuje telefon od ciężarnej żony, do której niebawem przyjeżdża. Ta w sklepie nawiązuje rozmowę z przypadkową nieznajomą, Julią, która prosi strażników, aby przepuścili ciężarną przez kolejkę.
3. Aktywiści. Do Puszczy Białowieskiej niebawem docierają aktywiści, którymi koordynuje działaczka pozarządowa Marta. Opatrują imigrantów poszkodowanych wskutek starć ze strażami granicznymi, dostarczają uchodźcom żywność i wodę, rozmawiają z nimi. Aktywiści nagrywają imigrantów, z których część opowiada o konieczności ucieczki przed afgańskimi talibami oraz siłami tzw. Państwa Islamskiego. Aktywiści zapewniają tłumacza przysięgłego. Po jedną z ciężarnych imigrantek, pobitą wcześniej przez Białorusinów, zostaje przysłana karetka, ale wraz z nią przybywa straż graniczna, która nocą ponownie pakuje uchodźców do ciężarówek i przewozi z powrotem na Białoruś – mimo starań aktywistów. Za dnia strażnicy urządzają imprezę zakrapianą alkoholem.
4. Julia. W drodze samochodem do domu psycholożka Julia, początkowo neutralna wobec aktualnych wydarzeń, zostaje zatrzymana przez straż graniczną i ukarana mandatem. Odjechawszy inną drogą do swojego mieszkania w lesie, zażarcie kłóci się z pacjentem Bogdanem, zdeklarowanym antyfaszystą, po czym wyklucza go z sesji. Gdy podczas nocnego spaceru słyszy nawoływania o pomoc, przedziera się przez bagna, gdzie dostrzega tonącą Leilę wraz z Nurem. Leilę udaje się uratować, ale Nur tonie w błocie i ginie. Julia i Leila zostają przewiezione do szpitala. Poruszona niedawnym wydarzeniem Julia  spontanicznie dołącza do grupy Marty. Gdy przyjeżdżają ponownie do szpitala, zastają Leilę, którą przemocą zabiera straż graniczna. Julia decyduje się pomóc grupie Marty, udostępniając jej swoje mieszkanie i otrzymując instrukcje dotyczące zasad pomocy uchodźcom.
Tymczasem na granicy między Polską a Białorusią trwa impas w sprawie uchodźców. Amina opłakuje śmierć Nura i wyrzuca przez telefon Wesamowi, że dopuścił do śmierci jej syna. Po raz kolejny Białorusini pakują imigrantów do ciężarówki z zamiarem odesłania ich Polakom; ojca Bashira, który nie ma siły iść dalej, białoruscy strażnicy biją brutalnie. Podczas nocnej warty granicznej Janek dostrzega zwłoki jednej z uchodźczyń, po czym wraz z kolegą przerzuca je przez zasieki, unikając patrolu Białorusinów. Widok ciała jest dla niego traumatyczny. Grupa Marty udaje się do strefy, gdzie dostrzega marokańskiego imigranta ze skręconą nogą, Ahmada. Julia obiecuje przewieźć go samochodem, za co jednak Marta udziela jej reprymendy, mówiąc, że naraziłoby to całą grupę na odpowiedzialność karną. Julia decyduje się działać samodzielnie, lecz nocą nie znajduje już Ahmada. Dodatkowo zostaje aresztowana przez straż graniczną i osadzona tymczasowo w areszcie. Kiedy wraca z adwokatem do miejsca zamieszkania, zastaje po drodze rozbity własny samochód. Julia jednak nie rezygnuje. Nie mogąc przekonać swojej liberalnej koleżanki Basi do pożyczenia jej SUV-a, wraz z członkami grupy udaje się na poszukiwania zbłąkanych uchodźców. Grupa znajduje w lesie dwóch francuskojęzycznych imigrantów, którym udziela pomocy. Julia i członkinie grupy podstępnie przewożą znalezionych imigrantów z pomocą Bogdana.
Tymczasem Abu Bashir wraz z żoną, niemowlęciem i Ghalią ostatecznie przedziera się przez granicę polsko-białoruską. Rodzina oczekuje na taksówkę, która ma ich dalej przewieźć. Taksówkarz próbuje przemycić rodzinę Bashira ukrytą za pudłami. Podczas patrolu Janek i jego koleżanka ze straży zatrzymują wóz. Janek przez szparę w załadunku dostrzega uchodźców, lecz przemilcza ich obecność i daje znak, by przepuścić taksówkarza. W domu rozbiera się przed lustrem, wpatruje się w swoje odbicie, po czym kładzie się na łóżku obok żony.
Film kończy się epilogiem z 2022 roku, kiedy to na granicy polsko-ukraińskiej polscy aktywiści pomagają Ukraińcom, którzy uciekli ze swojego kraju w wyniku agresji wojsk rosyjskich.

## Obsada
Źródło: Filmpolski.pl

- Jalal Altawil(inne języki) jako Bashir
- Maja Ostaszewska jako Julia
- Tomasz Włosok jako Jan
- Behi Djanati Ataï(inne języki) jako Leila
- Mohamad Al Rashi jako dziadek
- Dalia Naous jako Amina
- Piotr Stramowski jako Maciek
- Jaśmina Polak jako „Żuku”
- Marta Stalmierska jako Ula
- Agata Kulesza jako Basia
- Maciej Stuhr jako Bogdan
- Magdalena Popławska jako żona Bogdana
- Klementyna Lamort De Gail jako córka Bogdana
- Tomasz Jaskowski jako syn Bogdana
- Joely Mbundu jako Afrykanka
- Monika Frajczyk jako Marta
- Taim Ajjan jako Nur
- Talia Ajjan jako Ghalia
- Sandra Korzeniak jako lekarka w szpitalu
- Michał Wawrykiewicz jako prawnik
- Aboubakr Bensaihi(inne języki) jako Ahmed
- Sebabastian Svaton jako Mahir
- Michael Zieliński jako Sasza
- Piotr Połtowicz jako pilot
- Wojciech Kałużyński(inne języki) jako rolnik
- Sebastian Królikowski(inne języki) jako polski żołnierz
- Jan Sałasiński jako polski żołnierz
- Alan Al Murtatha jako Karim
- Mateusz Janicki jako policjant
- Joecey Mbundu jako Afrykańczyk

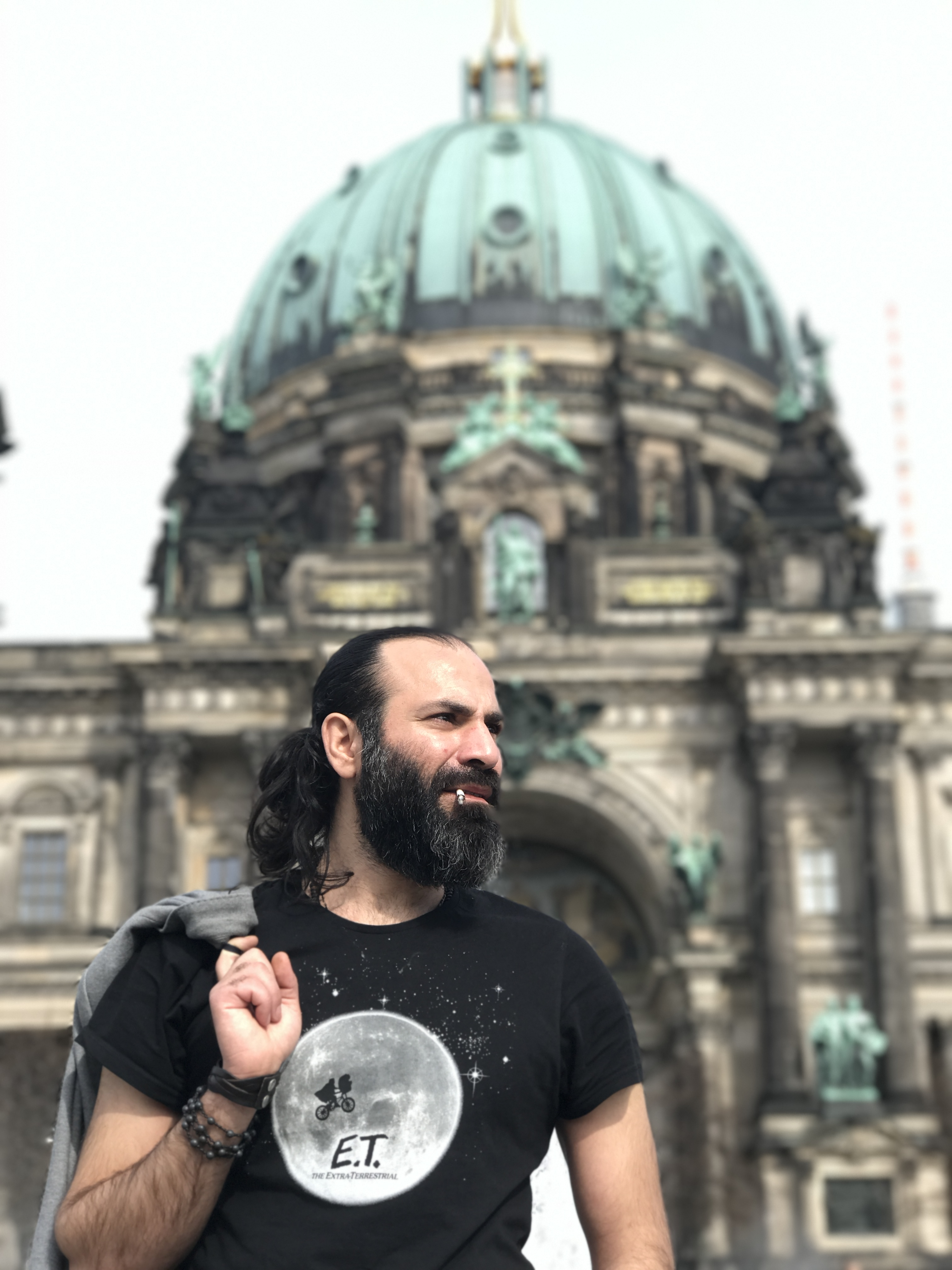
Jalal Altawil
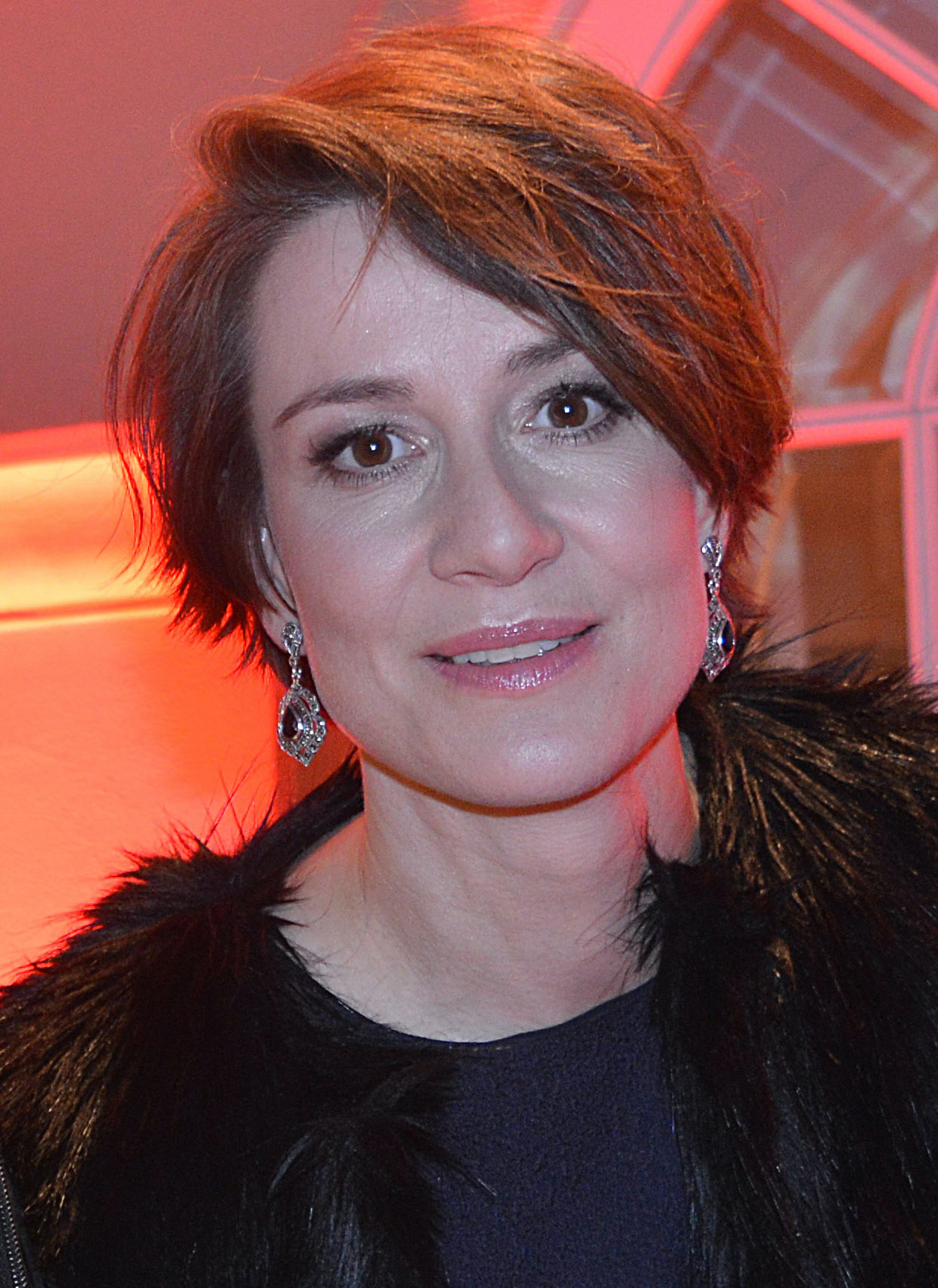
Maja Ostaszewska
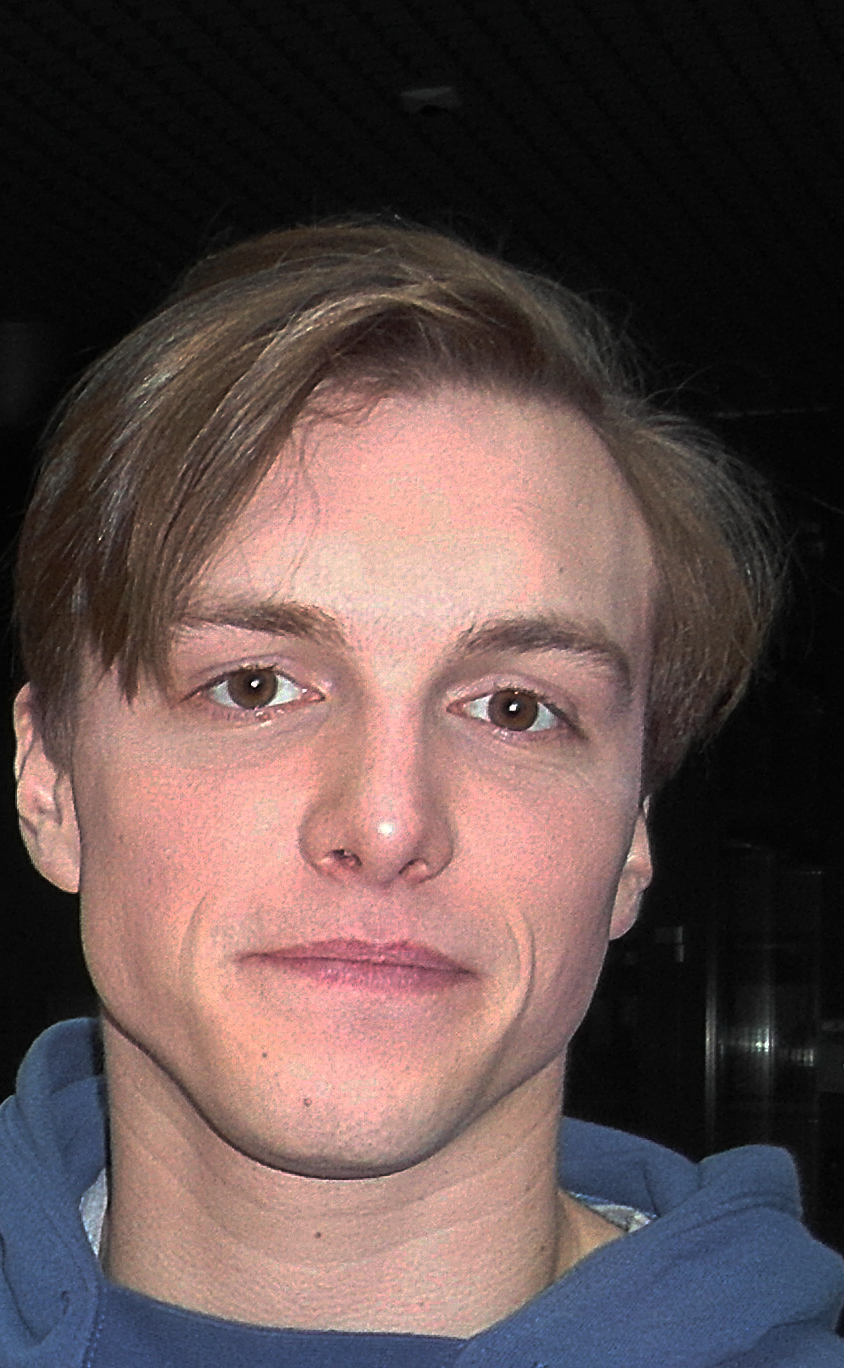
Tomasz Włosok
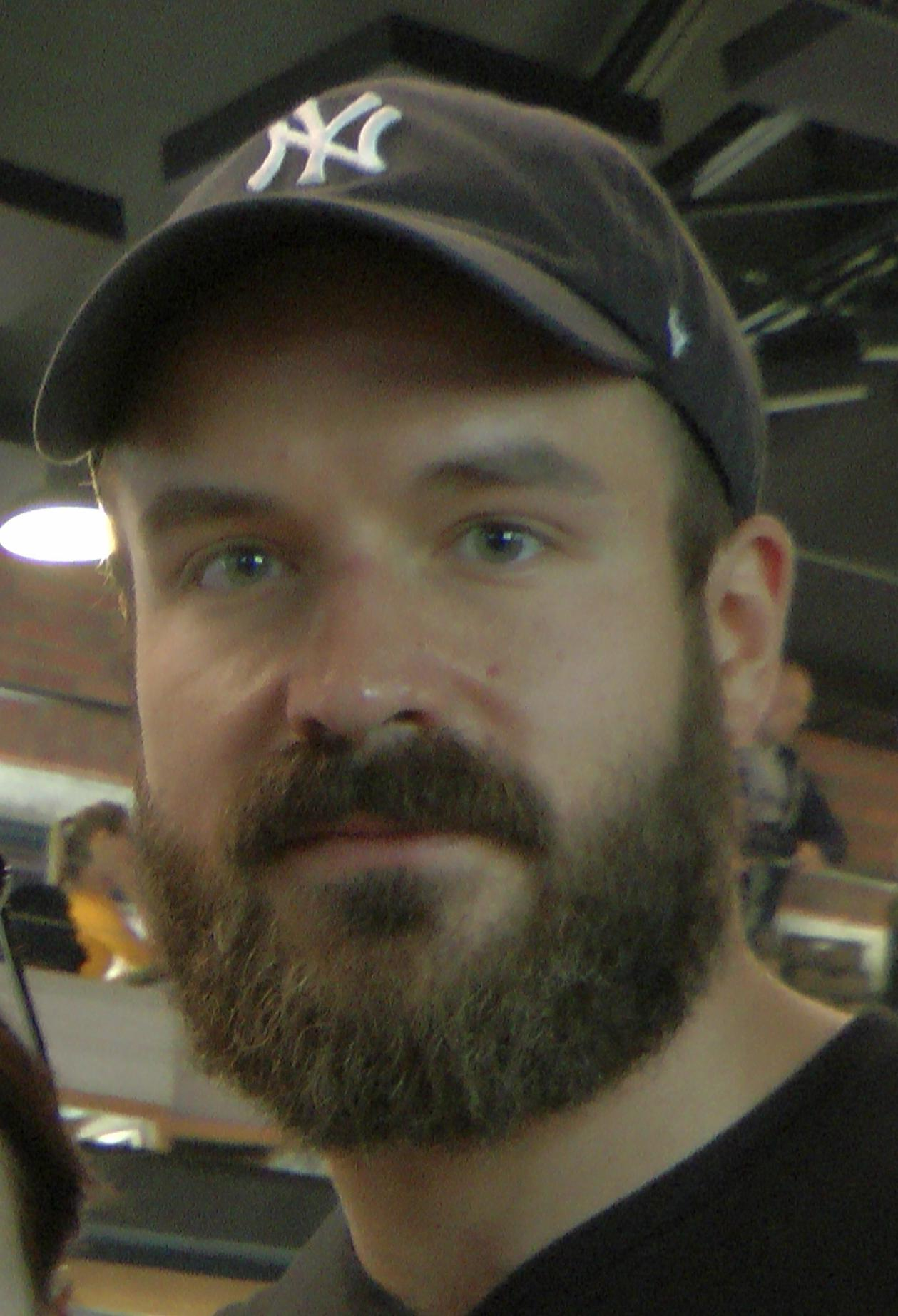
Piotr Stramowski
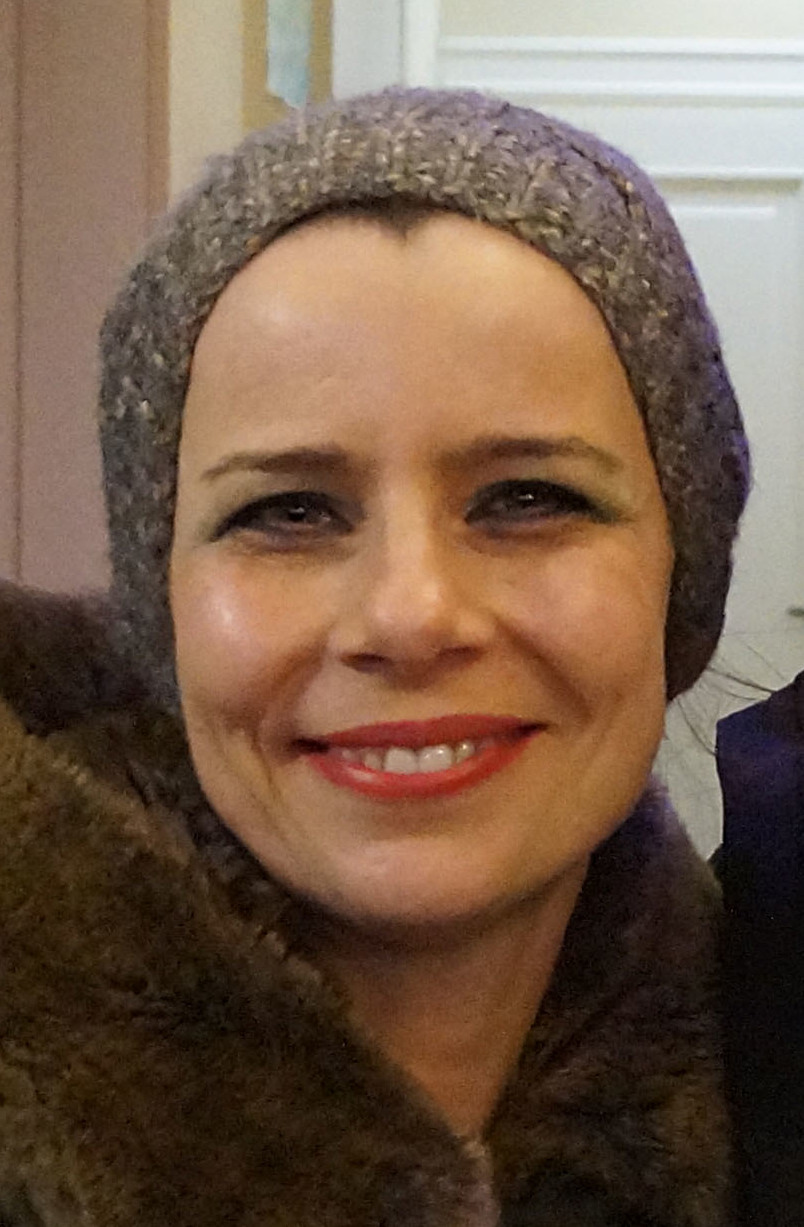
Agata Kulesza
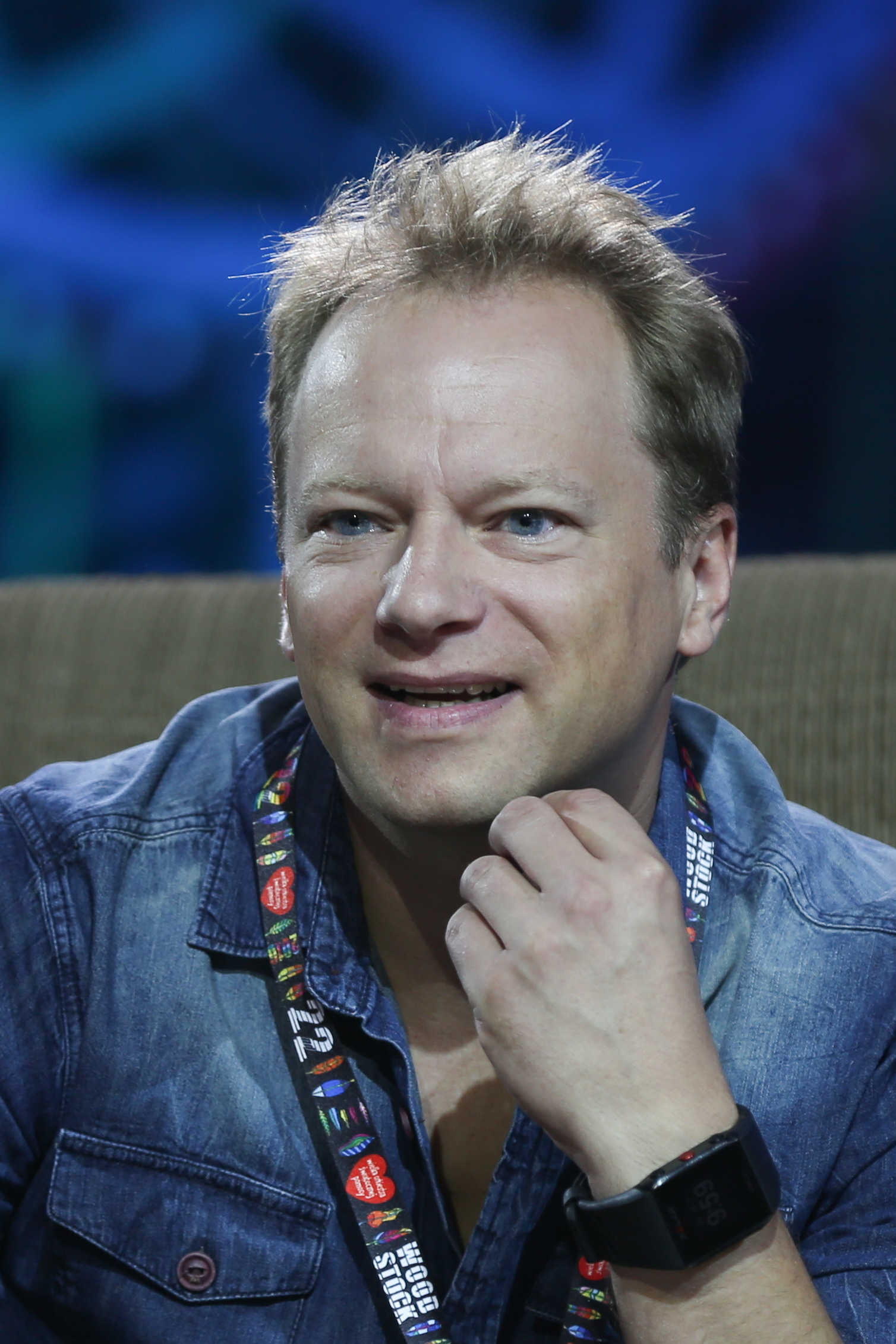
Maciej Stuhr

## Produkcja

### Przygotowania

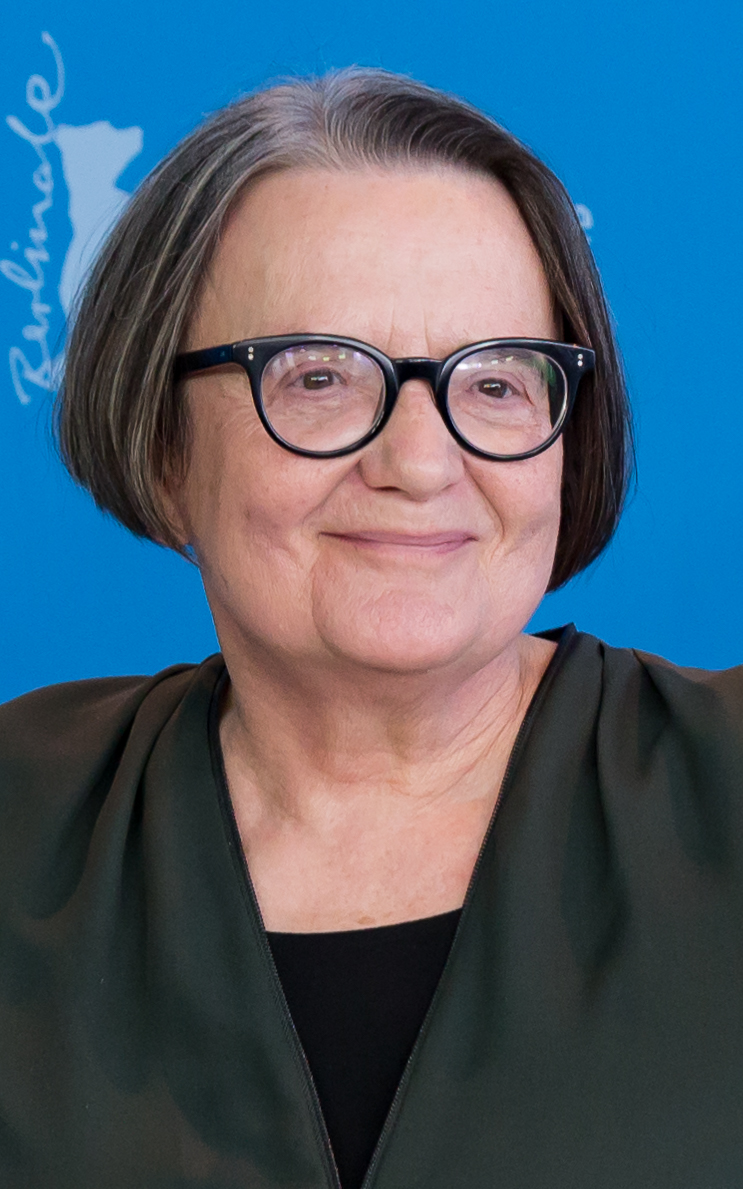
Agnieszka Holland, reżyserka filmu

Zielona granica została zrealizowana w koprodukcji polsko-czesko-francusko-belgijskiej. Film wyprodukowali Marcin Wierzchosławski (Metro Films), Fred Bernstein (Astute Films) i Agnieszka Holland, która objęła również pieczę nad reżyserią utworu. Współproducentami filmu byli Blick Productions, Marlene Film Production i Beluga Tree. Film otrzymał wsparcie od Eurimages, Czeskiego Funduszu Filmowego, Centre National du cinéma et de l’image animée (CNC), Sofica La Banque Postale Image 17, Centre du Cinéma et de L’Audiovisuel de la Fédération Wallonie Bruxelles, Canal+ Polska, Telewizji Czeskiej oraz ZDF/ARTE. 
Holland podjęła decyzję o rozpoczęciu prac nad filmem we wrześniu 2021 roku. Wraz z Gabrielą Łazarkiewicz-Sieczko i Maciejem Pisukiem dokumentowała sytuację na granicy polsko-białoruskiej w celu napisania scenariusza. Jak powiedziała Holland podczas Festiwalu w Wenecji, scenarzyści spotykali się ze strażnikami granicznymi, którzy udzielali anonimowo wywiadów, ponieważ nie chcieli zostać rozpoznani.

### Obsada
Jedną z głównych ról, Bashira, zagrał syryjski aktor, reżyser, aktywista i uchodźca Jalal Altawil. Wcześniej był aresztowany w Syrii za udział w demonstracjach przeciwko dyktatorowi Baszszarowi al-Asadowi. Po kierowanych do niego groźbach śmierci opuścił Syrię i po pobycie w Libanie, Jordanii, Egipcie oraz Turcji uzyskał azyl we Francji. Rolę Leili – uchodźczyni z Afganistanu – zagrała francuska aktorka i reżyserka pochodzenia irańskiego Behi Djanati Ataï, która wraz z rodziną wyemigrowała z Iranu po wybuchu rewolucji islamskiej.
Rolę Julii reżyserka zaproponowała Mai Ostaszewskiej, która jeszcze przed uczestnictwem w zdjęciach do filmu współpracowała z organizacjami pozarządowymi takimi jak Rodziny Bez Granic oraz Grupa Granica, pomagającymi uchodźcom na granicy polsko-białoruskiej. Rolę Jana odegrał Tomasz Włosok, znany wcześniej z roli w filmie Jak zostałem gangsterem. Historia prawdziwa (2019) Macieja Kawulskiego.

### Zdjęcia
Agnieszka Holland chciała rozpocząć zdjęcia zaraz po zakończeniu scenariusza, jednak brak finansów spowodował roczne opóźnienie. Zdecydowano, że film zostanie nakręcony w czerni i bieli, ponieważ sądzono, że „będzie to metaforyczne i nawiązujące do przeszłości, drugiej wojny światowej, na wzór dokumentu”, a także pozwoli na lepszą kontrolę wizualną i artystyczną, co miało znaczenie ze względu na harmonogram zdjęć i montażu. Główne zdjęcia kręcono przez 24 dni w trzech jednostkach (główna jednostka była holenderska). Wielu członków ekipy filmowej otrzymywało niewielkie pensje, a część nie otrzymała żadnego wynagrodzenia. Agnieszka Holland stwierdziła, że fabuła filmu opiera się na faktach, nic nie zostało zmyślone, a bohaterowie zostali skomponowani, jednak są zainspirowani prawdziwymi ludźmi.
Zdjęcia kręcono m.in. w Chojnowskim Parku Krajobrazowym. Holland zrezygnowała z wysłania filmu na Festiwal Polskich Filmów Fabularnych, żeby uniknąć dodatkowych kontrowersji. W obliczu nagonki na Zieloną granicę część laureatów nagród na tym festiwalu wyraziła symboliczne poparcie dla Holland.

## Upowszechnienie
Film miał swoją premierę 5 września 2023 w konkursie głównym na 80. Międzynarodowym Festiwalu Filmowym w Wenecji. Został także wybrany do prezentacji na festiwalach filmowych w Nowym Jorku (New York Film Festival), Toronto (Międzynarodowy Festiwal Filmowy w Toronto), Vancouver (Vancouver International Film Festival) i Pusan (Międzynarodowy Festiwal Filmowy w Pusan).

### Frekwencja kinowa
Polskim dystrybutorem filmu zostało Kino Świat. Premiera kinowa w Polsce odbyła się 22 września 2023. Film rozesłano w 254 kopiach i pokazywano w 230 kinach. W pierwszy weekend po premierze (22–24 września) film obejrzało 137 435 widzów, co stanowiło najlepsze otwarcie polskiego filmu w 2023. Do końca października 2023 roku film w Polsce zebrał widownię liczącą ponad 713 tysięcy osób, a do końca roku 2023 – 764 tysiące, co umiejscowiło Zieloną granicę na drugim miejscu na liście najczęściej oglądanych polskich filmów roku (pierwsze miejsce zajął film Chłopi). Film jeszcze przed premierą wywołał w Polsce wiele emocji, a MSWiA stworzyło specjalny spot, który miał być emitowany przed seansem. OKO.press poinformowało jednak, że spot ten „praktycznie nigdzie nie był wyświetlany”.

### Wydania detaliczne i wideo na życzenie
25 listopada 2023 roku Kino Świat wydało także Zieloną granicę na płytach DVD i Blu-ray. Wersje na nośnikach fizycznych zawierały, oprócz samego utworu (w formacie 16:9), dodatki wideo: zwiastun filmu oraz reportaż z procesu produkcji. Wydania detaliczne filmu obsługiwały dźwięk przestrzenny Dolby Digital 2.0 i 5.1. 11 stycznia 2024 Kino Świat zaczęło rozpowszechniać Zieloną granicę także w serwisach z usługą wideo na życzenie.

## Odbiór

### Ocena w krajach anglojęzycznych
Film spotkał się z pozytywną reakcją anglojęzycznej krytyki filmowej. W serwisie Rotten Tomatoes 93% recenzji Zielonej granicy zostało uznanych za pozytywne, a średnia z agregowanych 87 ocen wyniosła 8,3/10. Na agregatorze Metacritic film zyskał status „powszechnie uznanego” z wynikiem 90/100 na podstawie 29 recenzji.
Peter Bradshaw z brytyjskiego dziennika „The Guardian” uznał Zieloną granicę za „cios w splot słoneczny”, który jest jednak „ważnym filmowym świadectwem tego, co dzieje się obecnie w Europie”. Jo-Ann Titmarsh z „London Evening Standard” pochwaliła Holland za to, że mocno okazała swoje „słuszne oburzenie”, nie pozwalając zarazem, aby ten wyraz sprzeciwu zdominował film. Podobnego zdania był Rodrigo Perez z „The Playlist”, który uznał film Holland za „słuszne, mistrzowskie dzieło, prawdopodobnie najlepsze od czasu Europa, Europa”. Jessica Kiang na łamach „Variety” opisała Zieloną granicę jako „chwytający za serce dreszczowiec”, który „owija swoją krytykę społeczną drutem kolczastym dosadnego, inteligentnego rzemiosła filmowego, aby wywołać właśnie takie emocje”. Kiang doceniła przede wszystkim „fenomenalnie napisane postacie”, które w połączeniu z „oszałamiająco naturalnymi występami aktorskimi całej obsady” sprawiają wrażenie, że są to „ludzie, których znamy, a nie tylko archetypy ofiar użytych do zilustrowania kryzysu”. David Mouriquand w recenzji dla Euronews uznał, że film Agnieszki Holland przywołuje na myśl niegdyś również wyświetlaną na festiwalu w Wenecji Aidę (2020) w reżyserii Jasmilii Žbanić. Mouriquand stwierdził, że Zielona granica przypomina ten film sposobem „w jaki Holland zręcznie zawęża zakres narracji, nie umniejszając przy tym skali rzeczywistego okrucieństwa”; napisał też, że „obydwa dzieła są oszałamiającymi i pełnymi współczucia filmami, które nie przeistaczają się w melodramaty, a zamiast tego skupiają się na odłamkach światła zabiegających desperacko o spojrzenie sponiewieranej ludzkości”. Leslie Felperin z portalu „The Hollywood Reporter” określiła Zieloną granicę jako „głęboko poruszający, doskonale zrealizowany, wielowątkowy dramat”, który stanowi jeden filmowy krok w kierunku naprawienia nierównowagi pomiędzy eksponowaniem sytuacji uchodźców na granicy polsko-białoruskiej a sytuacją ukraińskich uchodźców przybywających do Polski,w wyniku inwazji Rosji na Ukrainę.

### Ocena we Francji
Odbiór Zielonej granicy we Francji był bardziej spolaryzowany niż w krajach anglojęzycznych. Według portalu AlloCiné średnia ocen z 28 recenzji krytyków wyniosła 3,5 na 5 gwiazdek.
Film entuzjastycznie przyjął Michaël Mélinard z lewicowej „L’Humanité”, twierdząc, iż Holland „dehumanizacji uchodźców przeciwstawia złożoną kwestię ich przyjmowania, zbrodni – solidarność, legalności – sprawiedliwość”. Étienne Sorin z konserwatywnego „Le Figaro” pisał, że Holland filmuje katastrofę humanitarną na polsko-białoruskiej granicy „z zimną furią”. Renaud Baronian w recenzji dla „Le Parisien” uznał nakręcenie filmu „w wystawnej czerni i bieli” za zabieg „idealnie” pasujący do fabuły i topografii filmu. Olivier De Bruyn z pisma „Les Échos” ocenił Zieloną granicę jako „fascynujący i mrożący krew w żyłach film”. Film natomiast wykpił Jean-Marie Samocki z prawicowego czasopisma „Cahiers du cinéma”, pisząc: „Dramaturgia rodem z Kalwarii, krwawe otarcia, parada piet: te katolickie obrazy nie oferują widzowi nic więcej niż miejsce bezsilnego świadka, którego oczy mają być szeroko otwarte na katastrofę demokracji”. Didier Péron w recenzji dla „Libération” twierdził, że „trudno jest stwierdzić, czy nasz wewnętrzny bunt [wobec wydarzeń na ekranie] jest wzbudzany przez poczucie nadmiaru, czy przez powagę opisywanych nieszczęść”.

### Ocena w Polsce

#### Głosy krytyków

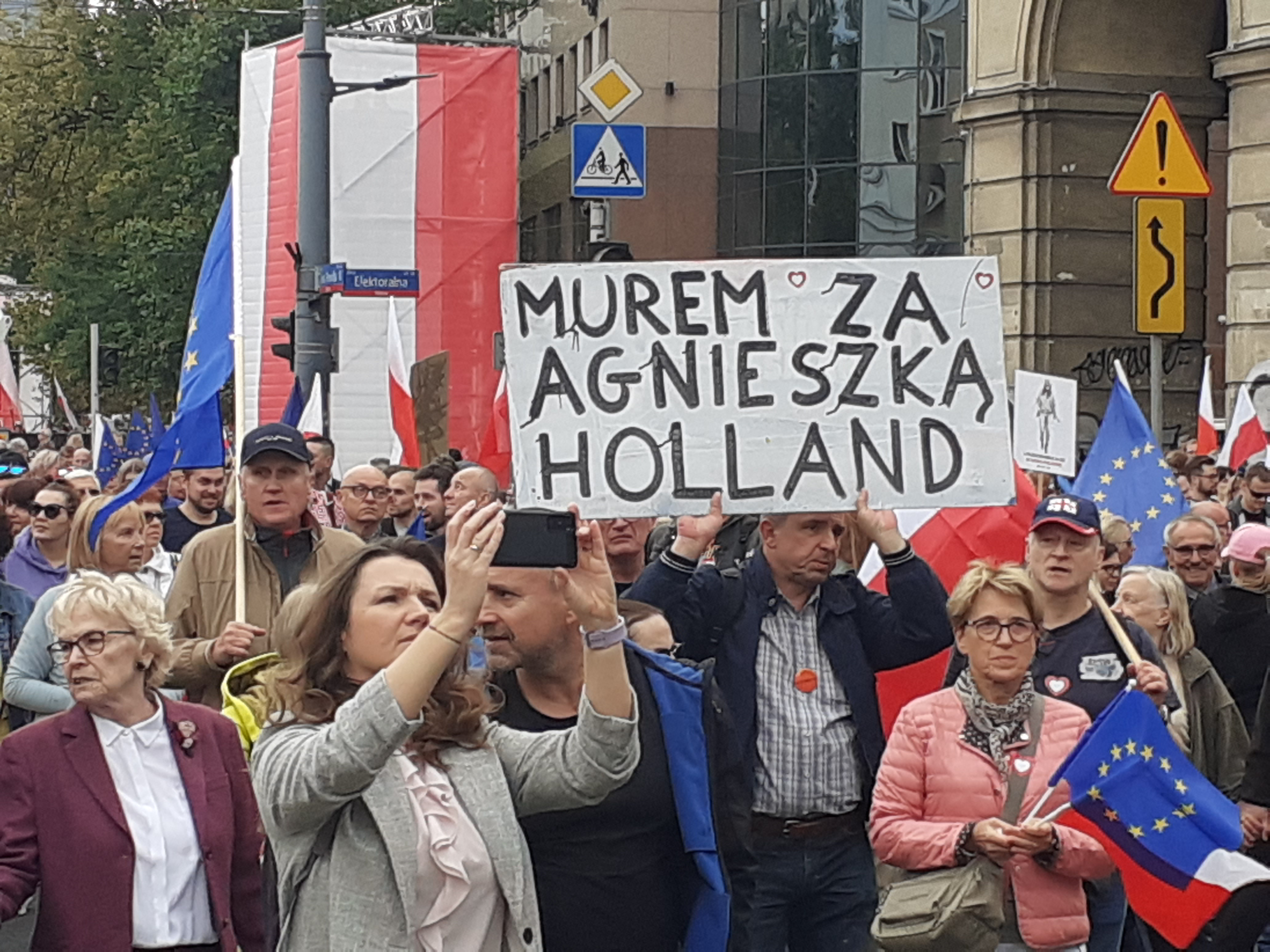
Hasło solidarności z Agnieszką Holland niesione w trakcie Marszu Miliona Serc w Warszawie (2023)

Przed ogólnopolską premierą dzieło Agnieszki Holland zebrało w większości pozytywne recenzje od polskich krytyków filmowych. Przychylnie wypowiadali się o filmie m.in. Tomasz Raczek, Karolina Korwin Piotrowska oraz Jakub Popielecki, który na łamach Filmwebu uznał, że Zielona granica stała się przykładem „obywatelskiego kina szybkiego reagowania” na podobieństwo Człowieka z żelaza (1981) Andrzeja Wajdy. Zdaniem Anity Piotrowskiej z „Tygodnika Powszechnego” Holland starała się zniuansować przekaz, ukazując wielość postaw. Strażnicy to nie tylko sadyści, czego przykładem jest postać Janka; członkowie organizacji pozarządowej są „zdeterminowani, często zdesperowani, czasem impulsywni, irytujący, nieprzebierający w słowach”. Także w epilogu portret Polaków (pomagających uciekającym Ukraińcom) jest daleki od negatywnego. Karol Grabias z „Więzi” przekonywał, że w filmie Holland „to Unia Europejska, a nie Polska, jest […] głównym oskarżonym, a szczególnie jej nominalny humanitaryzm i przywiązanie do praw człowieka”. Zdaniem Grabiasa Zielona granica pokazuje, że reżyserka „nie wierzy w moralną naturę dużych kolektywów: państwa, instytucji międzynarodowych, zachodniego mieszczaństwa z jego bezobjawową demokracją”, a jedynymi aktywistami darzonymi przez nią sympatią są anarchizujący młodzieńcy. Jakub Majmurek argumentował, że „Holland najpierw rysuje jasne granice, dzielące bohaterów na «naszych» i «onych», a potem podaje je w wątpliwość, pokazuje, że to wszystko nie jest wcale takie proste”.
Część krytyków wyrażała odmienne opinie o subtelności filmu. Piotr Dobry z portalu Dziennik.pl argumentował, że postacie z filmu mówią „nie tyle dialogami, ile tekstami prasowymi” rodem z reportaży OKO.press i „Gazety Wyborczej”, a całość oceniał jako doraźną publicystykę. Konstanty Pilawa z Klubu Jagiellońskiego upatrywał w Zielonej granicy nawet filmu gnostycznego, zrobionego „pod konkretnego widza, konkretną tezę, w momencie przedwyborczym i celu polaryzacyjnym”, gdzie główne postacie przypominają w swych działaniach Jezusa Chrystusa. Choć w negatywnych opiniach pojawiały się porównania Zielonej granicy do filmu Kler (2018) Wojciecha Smarzowskiego, zdaniem Michała Jareckiego z portalu Spider’s Web reżyserka uniknęła „przedstawiania Polaków w bezrefleksyjnie negatywnym świetle, nie pastwi się nad nimi niczym […] Smarzowski”. Nie podważano natomiast warsztatu twórców filmu; Marcin Prymas z portalu Pełna Sala cenił monochromatyczne zdjęcia z ręki Tomasza Naumiaka, które oceniał jako „strzał w dziesiątkę”, a także dynamiczny montaż Pavla Hrdlički. Prymas zwrócił też uwagę na „obiecującą” pracę dwóch asystentek Holland, Kamili Tarabury i Katarzyny Warzechy, które zostały uwzględnione jako współreżyserki przy okazji światowej premiery filmu. Adam Kruk z pisma „Kino” podsumowywał, że Zielona granica to „może najważniejszy polski film ostatnich lat”.

#### Wypowiedzi polityków i strażników
Film spotkał się z krytyką ze strony polskich mediów prawicowych i przedstawicieli ówczesnych polskich władz, którzy zarzucili, iż film nie przedstawia prawdy, a jedynie rosyjską propagandę. Jarosław Kaczyński stwierdził, że film wpisuje się w przemysł pogardy wobec Polski. Zbigniew Ziobro, wspomniany w filmie z nazwiska, stwierdził, że Agnieszka Holland wpisuje się w rosyjską propagandę, nawiązując do tradycji najgorszych propagandowych filmów, w których lubowała się zwłaszcza III Rzesza. Ówczesny premier Mateusz Morawiecki twierdził, że film Holland jest „próbą splugawienia polskiego munduru”.
Film jednoznacznie skrytykowała też Straż Graniczna RP oraz środowiska związkowe tej formacji. Rzeczniczka SG stwierdziła, że „[…] film Zielona granica trzeba traktować jako kompletnie oderwaną od rzeczywistości wizję reżyserki”. Niezależny Samorządny Związek Zawodowy Funkcjonariuszy SG określił film jako „produkt propagandowy, dokładnie dostrojony do ideologicznej nuty prezentowanej przez środowiska wrogie polskiej racji stanu [...]”. Poparcie dla tych argumentów wyraził prezydent Andrzej Duda, który, choć filmu nie widział, powtórzył po Straży Granicznej hasło „tylko świnie siedzą w kinie”, będące odniesieniem do bojkotu kin w Warszawie w czasie II wojny światowej. Duda powiedział: „się nie dziwię w sytuacji, jeżeli prawdą jest to, co oni [reprezentanci Straży Granicznej] mówią, że jest to film, który oczernia polską Straż Graniczną, który pokazuje ich niemalże jako sadystów, że jest to film antypolski, pokazuje zafałszowany obraz działania polskich służb”. Oprócz tego dodał: „Ja na ten film się nie wybieram. Poczekam, aż w jakiejś telewizji go pokażą”.
Do krytyki filmu ze strony polskich władz i Straży Granicznej odniósł się też przewodniczący wówczas opozycyjnej Koalicji Obywatelskiej Donald Tusk, uznając, że politycy ówczesnej partii rządzącej „rozpętali kampanię dość ohydną w tej kwestii” oraz że „jeśli ktoś obraził funkcjonariuszki i funkcjonariuszy Straży Granicznej, to jest PiS, to jest władza, która wpuściła blisko 300 tysięcy ludzi za opłacone, a czasem poprzez korupcję wizy”. Tusk określił ponadto przedstawicieli rządu „dziwakami”, ponieważ ci zajmowali się recenzowaniem filmu, którego nie widzieli.

#### Wypowiedzi środowisk filmowych
Na zarzuty Zbigniewa Ziobry odpowiedział listem otwartym współtwórca scenariusza filmu, Maciej Pisuk, który napisał: „uczycie nienawiści, uruchamiacie w ludziach zło”. Odpowiedziała również sama Holland, nazywając działania polityków PiS-u „kampanią nienawiści przeciwko twórcy i filmowi” oraz przyrównując ich zachowanie do tego, co się „działo w czasach stalinowskich, w 1968 roku” i oświadczając, że „jest czymś haniebnym, że w wolnym, demokratycznym kraju politycy robią nagonkę na film i jego twórcę, niezależnie od tego, czy im się podoba, czy nie”. Wypowiedź Zbigniewa Ziobry skrytykował także Jacek Bromski, prezes Stowarzyszenia Filmowców Polskich, określając ją jako „skandaliczną, przekraczającą wszelkie granice przyzwoitości i niespotykaną w cywilizowanym świecie”. Polska Akademia Filmowa wydała oświadczenie, w którym zaprotestowała przeciwko atakowi na wolność słowa i ekspresji twórczej oraz lżeniu Agnieszki Holland. W datowanym na 25 września 2023 roku oświadczeniu społeczności Akademii Teatralnej im. Aleksandra Zelwerowicza w Warszawie, z której wywodziła się część obsady aktorskiej filmu, wyrażono „stanowczy sprzeciw wobec agresywnych i nieodpowiedzialnych wypowiedzi osób publicznych, w szczególności polityków”.

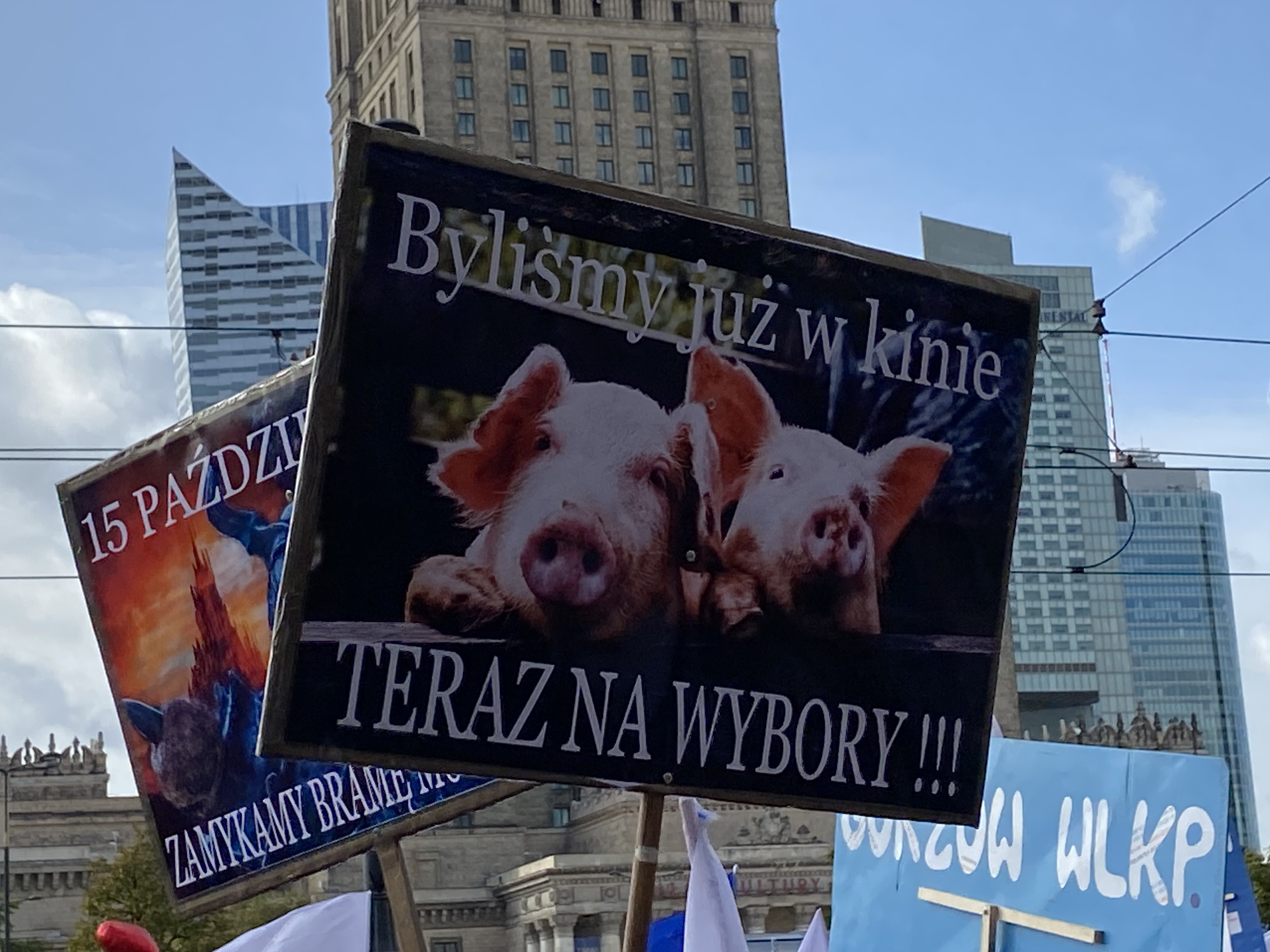
Transparent z Marszu Miliona Serc nawiązujący do wypowiedzi prezydenta Andrzeja Dudy

Córka Agnieszki Holland, Kasia Adamik, w wywiadzie dla serwisu Plejada.pl przyznała, że jej matka musi poruszać się z ochroną i ograniczać swoją aktywność. Według niej jest to m.in. wynikiem hejtu ze strony mediów rządowych oraz polityków władzy, w tym Morawieckiego, Kaczyńskiego, Dudy oraz Ziobry, „który niemal codziennie, w trakcie każdej konferencji prasowej, bardzo agresywnie podżega do hejtu, uruchamia go i nakręca”.

#### Review bombingna portalu Filmweb
Na portalu Filmweb jeszcze przed polską premierą, która odbyła się 22 września 2023, film oceniło (w zdecydowanej większości negatywnie) ok. 5,5 tys. osób. Łukasz Muszyński, zastępca redaktora naczelnego serwisu Filmweb, uznał to za „zmasowany atak”. Jego zdaniem: „Biorąc pod uwagę, że film był pokazywany do tej pory jedynie na festiwalu w Wenecji, mamy prawo podejrzewać, iż większość oceniających nie widziała go”. Serwis zablokował w związku z tym czasowo możliwość oceniania Zielonej granicy oraz dodawania komentarzy pod newsami i recenzjami krytyków.

#### Kwestia wiarygodności faktograficznej
W szeroko komentowanym artykule opublikowanym na łamach „Gazety Wyborczej” w listopadzie 2023 roku Małgorzata Tomczak zakwestionowała część przekazu o kryzysie migracyjnym, którą spopularyzowała Zielona granica. Tomczak twierdziła, że film Holland ukazuje tylko „niewielki, przefiltrowany wycinek” informacji o kryzysie migracyjnym, a złożoność tematu „wciska w czarno-białe kategorie”. Tomczak jednak zastrzegła: „Nikt tych syryjskich dzieci, kobiet w ciąży i wykształconych Afganek nie wymyślił – oni też tam byli”; zdaniem reportażystki „Wyborczej” wadą filmu jest fałszywa reprezentatywność postaci, gdyż większość ludzi próbujących się przedostać przez granicę Polski to mężczyźni z krajów Maghrebu.

### Analizy i interpretacje
Marianna Fotaki w naukowej recenzji Zielonej granicy zwróciła uwagę na zawartą w filmie diagnozę tego, „jak rządy i organizacje ponadnarodowe instytucjonalizują praktyki i polityki wykluczające różne kategorie pokrzywdzonych »outsiderów« jako niegodnych opieki i humanitarnego traktowania”. Na podstawie dostrzeżonego przez Judith Butler, a obowiązującego społecznie w państwach Zachodu podziału uchodźców na „godnych” i „niegodnych” opłakiwania ofiar politycznej przemocy, Fotaki uznała, że „Zielona granica to apel o działanie i zabranie głosu przeciwko zorganizowanemu utrwalaniu przemocy, która wyklucza niektórych ludzi z grona człowieczeństwa”.

Filmoznawczyni Elżbieta Ostrowska w biografii Agnieszki Holland pisała, że Zielona granica:
podejmuje pilny temat migracji i jako taka należy do kina zaangażowanego społecznie i politycznie, które zawsze było bliskie twórczości Holland. Film ten wpisuje się również w kino transnarodowe zarówno pod względem treści narracyjnej, jak i sposobu produkcji, a także stanowi przykład autorskiej współpracy.

### Nagrody i nominacje
Film otrzymał Nagrodę Specjalną Jury na 80. Międzynarodowym Festiwalu Filmowym w Wenecji w 2023 roku, a także nagrody specjalne: nagrodę ARCA CinemaGiovani za najlepszy film, Premio CinemaSarà, nagrodę Zielona Kropla (ang. Green Drop Award), Nagrodę Funduszu Narodów Zjednoczonych na rzecz Dzieci (UNICEF), Sorriso Diverso Venezia Award za najlepszy film nieanglojęzyczny, UNIMED Award – nagrodę dziedzictwa kultury. Był również nominowany do nagrody głównej – Złotego Lwa.
Organizatorzy XXVII edycji festiwalu Tertio Millennio Film Fest przyznali Zielonej granicy Nagrodę Fuoricampo, uznając, że film ten potrafił lepiej niż jakikolwiek inny „wskrzesić i wyrazić temat poszukiwania najgłębszego sensu życia oraz wstrząsnąć sumieniami poprzez ujawnienie tego, co w cieniu, i wydobycie na światło tego, co można odkryć w ludzkiej duszy poza ekranem”. Festiwal organizowała fundacja Ente dello Spettacolo pod patronatem watykańskiej Dykasterii ds. Kultury i Edukacji oraz Dykasterii ds. Komunikacji.
Zielona granica otrzymała nominacje do Europejskich Nagród Filmowych 2023 w trzech kategoriach: najlepszy europejski film, najlepszy europejski reżyser (Agnieszka Holland) i najlepszy europejski scenarzysta (Maciej Pisuk, Gabriela Łazarkiewicz-Sieczko i Agnieszka Holland). We wszystkich tych kategoriach przegrała jednak z filmem Anatomia upadku (2023) Justine Triet. Film był nominowany do Złotego Kłosa na Międzynarodowym Festiwalu Filmowym w Valladolid, który odbył się w październiku 2023 roku.
Za „film Zielona granica, który przywraca tożsamość osobom zmarłym i zaginionym na polsko-białoruskim pograniczu, niosąc wiarę w to, że humanitarny świat nie umarł w Polsce i uświadamiając nam, że niesienie pomocy jest zawsze legalne” Agnieszka Holland otrzymała Nagrodę im. Kazimierza Kutza za rok 2023. W 2024 roku Zielona granica została dopuszczona do konkursu głównego 49. Festiwalu Polskich Filmów Fabularnych w Gdyni i otrzymała Grand Prix „Złote Lwy” dla najlepszego filmu. Ponadto Roman Dymny został nagrodzony za dźwięk, a Holland uhonorowana Nagrodą Publiczności.
| Data | Plebiscyt / festiwal                                           | Kategoria                                                           | Nominowani                                                   | Wynik     | Źródło          |
| ---- | -------------------------------------------------------------- | ------------------------------------------------------------------- | ------------------------------------------------------------ | --------- | --------------- |
| 2023 | 80. Międzynarodowy Festiwal Filmowy w Wenecji                  | Nagroda Specjalna Jury                                              | Agnieszka Holland                                            | Wygrana   | [ 83 ]          |
| 2023 | 80. Międzynarodowy Festiwal Filmowy w Wenecji                  | Nagroda ARCA CinemaGiovani – najlepszy film                         | Agnieszka Holland                                            | Wygrana   | [ 84 ]          |
| 2023 | 80. Międzynarodowy Festiwal Filmowy w Wenecji                  | Premio CinemaSarà                                                   | Agnieszka Holland                                            | Wygrana   | [ 84 ]          |
| 2023 | 80. Międzynarodowy Festiwal Filmowy w Wenecji                  | Nagroda Zielona Kropla (Green Drop)                                 | Agnieszka Holland                                            | Wygrana   | [ 84 ]          |
| 2023 | 80. Międzynarodowy Festiwal Filmowy w Wenecji                  | Nagroda Funduszu Narodów Zjednoczonych na rzecz Dzieci (UNICEF)     | Agnieszka Holland                                            | Wygrana   | [ 84 ]          |
| 2023 | 80. Międzynarodowy Festiwal Filmowy w Wenecji                  | Sorriso Diverso Venezia Award – najlepszy film nieanglojęzyczny     | Agnieszka Holland                                            | Wygrana   | [ 84 ]          |
| 2023 | 80. Międzynarodowy Festiwal Filmowy w Wenecji                  | UNIMED Award – Nagroda dziedzictwa kultury                          | Agnieszka Holland                                            | Wygrana   | [ 84 ]          |
| 2023 | 80. Międzynarodowy Festiwal Filmowy w Wenecji                  | Złoty Lew                                                           | Agnieszka Holland                                            | Nominacja | [ 85 ]          |
| 2023 | Europejska Nagroda Filmowa                                     | Najlepszy europejski film                                           | Agnieszka Holland Marcin Wierzchosławski Fred Bernstein      | Nominacja | [ 90 ]          |
| 2023 | Europejska Nagroda Filmowa                                     | Najlepsza reżyseria                                                 | Agnieszka Holland                                            | Nominacja | [ 90 ]          |
| 2023 | Europejska Nagroda Filmowa                                     | Najlepszy scenariusz                                                | Maciej Pisuk Gabriela Łazarkiewicz-Sieczko Agnieszka Holland | Nominacja | [ 90 ]          |
| 2023 | Międzynarodowy Festiwal Filmowy w Chicago                      | Nagroda publiczności – Najlepszy film międzynarodowy                | Agnieszka Holland                                            | Wygrana   | [ 94 ]          |
| 2023 | „Kino”                                                         | Nagroda im. Zbyszka Cybulskiego                                     | Tomasz Włosok                                                | Wygrana   | [ 95 ]          |
| 2023 | Tertio Millennio Film Fest                                     | Nagroda Fuoricampo                                                  | Agnieszka Holland                                            | Wygrana   | [ 96 ]          |
| 2023 | Międzynarodowy Festiwal Filmowy 3Kino w Pradze                 | Nagroda dla najlepszego filmu                                       | Agnieszka Holland                                            | Wygrana   | [ 10 ]          |
| 2023 | Festiwal Filmu Polskiego w Ameryce                             | Złote Zęby dla najbardziej interesującego filmu fabularnego         | Agnieszka Holland                                            | Wygrana   | [ 97 ]          |
| 2023 | Festiwal Filmu Polskiego w Ameryce                             | Nagroda Krytyków Chicagowskich                                      | Agnieszka Holland                                            | Wygrana   | [ 97 ]          |
| 2023 | Festiwal Polskich Filmów „Ekran” w Toronto                     | Nagroda Publiczności                                                | Agnieszka Holland                                            | Wygrana   | [ 10 ]          |
| 2024 | Stowarzyszenie „Kina Polskie”                                  | Diamentowy Bilet                                                    | Agnieszka Holland                                            | Wygrana   | [ 10 ]          |
| 2024 | Koło Piśmiennictwa Filmowego Stowarzyszenia Filmowców Polskich | Złota Taśma za film polski                                          | Agnieszka Holland                                            | Wygrana   | [ 98 ]          |
| 2024 | Gildia Scenarzystów Filmowych                                  | Nagroda Gildii Scenarzystów Filmowych                               | Maciej Pisuk Gabriela Łazarkiewicz-Sieczko Agnieszka Holland | Nominacja | [ 10 ]          |
| 2024 | 53. Międzynardowy Festiwal Filmowy w Rotterdamie               | Nagroda Publiczności                                                | Agnieszka Holland                                            | Wygrana   | [ 99 ]          |
| 2024 | 26. ceremonia wręczenia Orłów                                  | Najlepszy film                                                      | Agnieszka Holland                                            | Wygrana   | [ 100 ]         |
| 2024 | 26. ceremonia wręczenia Orłów                                  | Najlepszy scenariusz                                                | Maciej Pisuk Gabriela Łazarkiewicz-Sieczko Agnieszka Holland | Nominacja | [ 100 ]         |
| 2024 | 26. ceremonia wręczenia Orłów                                  | Najlepsza reżyseria                                                 | Agnieszka Holland                                            | Nominacja | [ 100 ]         |
| 2024 | 26. ceremonia wręczenia Orłów                                  | Najlepsze zdjęcia                                                   | Tomasz Naumiuk                                               | Nominacja | [ 100 ]         |
| 2024 | 26. ceremonia wręczenia Orłów                                  | Najlepsza główna rola kobieca                                       | Maja Ostaszewska                                             | Nominacja | [ 100 ]         |
| 2024 | 26. ceremonia wręczenia Orłów                                  | Najlepsza główna rola męska                                         | Tomasz Włosok                                                | Nominacja | [ 100 ]         |
| 2024 | Bestsellery Empiku 2023                                        | Film: Kino polskie                                                  | Agnieszka Holland                                            | Nominacja | [ 101 ] [ 102 ] |
| 2024 | Onet i Miasto Kraków                                           | O!Lśnienie w kategorii Film                                         | Agnieszka Holland                                            | Wygrana   | [ 103 ]         |
| 2024 | Czeska Akademia Sztuki Filmowej i Telewizyjnej                 | Czeski Lew                                                          | Agnieszka Holland Šárka Cimbalová                            | Wygrana   | [ 104 ]         |
| 2024 | Stowarzyszenie Autorów Zdjęć Filmowych                         | Nagroda PSC                                                         | Tomasz Naumiuk                                               | Nominacja | [ 105 ]         |
| 2024 | The New York Polish Film Festival                              | Nagroda „Ponad Granicami” im. Krzysztofa Kieślowskiego              | Agnieszka Holland                                            | Wygrana   | [ 106 ]         |
| 2024 | Fundacja im. Weroniki Migoń                                    | Nagroda im. Weroniki Migoń                                          | Paulina Krajnik                                              | Nominacja | [ 10 ]          |
| 2024 | Polska Gildia Producentów                                      | Nagroda im. Piotra Woźniaka Staraka dla najlepszego producenta roku | Marcin Wierzchosławski                                       | Wygrana   | [ 107 ]         |
| 2024 | Lubuskie Lato Filmowe                                          | Złote Grono                                                         | Agnieszka Holland                                            | Wygrana   | [ 108 ]         |
| 2024 | 49. Festiwal Polskich Filmów Fabularnych                       | Złote Lwy za najlepszy film polski                                  | Agnieszka Holland Marcin Wierzchosławski Fred Bernstein      | Wygrana   | [ 93 ]          |
| 2024 | 49. Festiwal Polskich Filmów Fabularnych                       | Nagroda za dźwięk                                                   | Roman Dymny                                                  | Wygrana   | [ 93 ]          |
| 2024 | 49. Festiwal Polskich Filmów Fabularnych                       | Nagroda Publiczności                                                | Agnieszka Holland                                            | Wygrana   | [ 93 ]          |

## Znaczenie
Wpływ Zielonej granicy na wybory parlamentarne w 2023 roku, które de facto wygrała tzw. Koalicja 15 października, budził wątpliwości. Z sondażu przeprowadzonego we wrześniu 2023 roku, jeszcze przed wyborami, przez IBRiS na zlecenie „Rzeczpospolitej” i RMF FM wynikało, że kontrowersje wokół filmu dla 49,7% ankietowanych nie wpłyną na wynik wyborów ani preferencje wyborców. Estera Flieger z „Rzeczpospolitej” przekonywała, że kupno biletów na film Holland było wprawdzie „polityczną deklaracją” sfrustrowanej części społeczeństwa polskiego, ale Zielona granica nie przełożyła się na bezpośrednie poparcie dla opozycji przeciwko rządom Prawa i Sprawiedliwości, podobnie jak nie uczynił tego przedtem film Tylko nie mów nikomu (2019) Tomasza Sekielskiego.
Zielona granica nie wpłynęła również na politykę migracyjną na granicy polsko-białoruskiej. Po wyborach parlamentarnych w 2023 roku i desygnacji na premiera Donalda Tuska z centrowej Platformy Obywatelskiej przepychanie uchodźców na stronę białoruską (pushbacks) było kontynuowane; rząd Tuska przejął część antyimigracyjnej retoryki poprzedniego gabinetu. 6 czerwca 2024 zmarł ugodzony nożem przez migranta na granicy polski żołnierz Mateusz Sitek. Uchwałą Sejmu z 12 lipca 2024 roku zezwolono dodatkowo na użycie broni wobec uchodźców w sytuacji zagrożenia życia władz mundurowych. Holland wyraziła zniesmaczenie polityką rządu Tuska, twierdząc, iż „film jest wciąż aktualny, ponieważ obecna [władza] właściwie nie zmieniła polityki wobec imigrantów i uchodźców na granicy białoruskiej, wręcz ją niejako uwiarygodniła”.